# پیز مالموراینزا
پیز مالموراینزا (به لاتین: Piz Malmurainza) یک کوه در سوئیس است که در کانتون گراوبوندن واقع شده‌است. پیز مالموراینزا ۳٬۰۳۸ متر بالاتر از سطح دریا واقع شده‌است.